# 時空旅行者 (電視劇)
《時空旅行者》（英語：Travelers）是由布萊恩·賴特創作的科幻電視劇，由艾瑞克·麥柯馬克、麥肯齊·波特、傑瑞德·阿布拉罕森、內斯塔·庫珀、瑞利·杜曼和派崔克·吉摩主演。本劇由Netflix和Showcase聯合製作，第一季12集於2016年10月17日Showcase上架首映; 2016年12月23日，全系列在Netflix全球首映。 2017年2月8日，Netflix和Showcase將於2017年10月16日在加拿大的Showcase推出第二季，並於2017年12月26日在Netflix在除加拿大以外的所有國家/地區發布。第三季於2018年12月14日播畢。
2019年2月，McCormack透露該系列已被取消。

## 資料來源
1. ↑  . Netflix Media Center. April 19, 2016  [2018-01-25]. （原始内容存档于2020-07-13）.
2. ↑  Goldberg, Lesley. . The Hollywood Reporter. April 19, 2016  [April 24, 2016]. （原始内容存档于2018-06-20）.
3. ↑  Ausiello, Michael. . TVLine. April 19, 2016  [April 24, 2016]. （原始内容存档于2018-10-16）.
4. ↑  . Deadline.com. February 8, 2017  [February 8, 2017]. （原始内容存档于2020-11-24）.
5. ↑  . Showcase. August 3, 2017. （原始内容存档于2018年1月2日）.
6. ↑  Petski, Denise. . Deadline Hollywood. February 1, 2019  [February 1, 2019]. （原始内容存档于2019-02-02）.